# NGC 235A
NGC 235A في الفهرس العام الجديد، هي مجرة، تقع في كوكبة قيطس. اكتشفت في 1886 بواسطة فرانسيس بريسيرفد ليفنوورث.

## روابط خارجية
- NGC 235A على موقع ويكي سكاي: DSS2, SDSS, GALEX, IRAS, Hydrogen α, X-Ray, Astrophoto, Sky Map, Articles and images